# La prigione maledetta
La prigione maledetta  (Furnace) è un film statunitense del 2007 diretto da William Butler.

## Trama
Il detective Michael Turner è incaricato di indagare su inspiegabili casi di morte che avvengono in un carcere di massima sicurezza.

## Produzione e distribuzione
Il film, inedito in Italia in DVD, è stato trasmesso sulle piattaforme Sky; negli Stati Uniti è uscito il 12 febbraio 2008.